# ナフプリオ
ナフプリオ（ギリシア語: Ναύπλιο / Nafplio） または ナフプリオン（カサレヴサ: Ναύπλιον / Nafplion）は、ギリシャ共和国ペロポネソス地方にある都市で、その周辺地域を含む基礎自治体（ディモス）。アルゴリダ県の県都である。
ペロポネソス半島北東部に位置し、古代以来の歴史を持つ港湾都市である。ギリシャ独立戦争中の1829年からギリシャ王国建国直後の1834年まではギリシャの首都が置かれた。しばしば、「近代ギリシャ最初の首都」として言及される。

## 名称
この都市の名は、アルゴスに対する「新しい市」に由来する。古代ギリシャ語では ナウプリア（Ναυπλία / Nauplia）と呼ばれており、ラテン語でも同様（Nauplia）であった。イオニア方言ではナウプリエー（Ναυπλιη / Naupliē）と呼ばれていた。
東ローマ帝国時代のギリシャ語（中世ギリシャ語）では、ナウプリオン（Ναύπλιον / Naúplion）、アナプリオン（Ἀνάπλιον / Anáplion）、アナプリア（Ἀνάπλια / Anáplia）のほか、いくつかのバリエーションで呼ばれていた。イタリア語ではかつてナポリ（Napoli）もしくはナポリ・ディ・ロマーニア（Napoli di Romania）の名で知られていた。「ロマーニア」（Romania）は東ローマ帝国の領土を指す用法である。
オスマン帝国時代のトルコ語の名称は Mora Yenişehri で、これはペロポネソス半島を指す「モレア」と、「新しい都市」（new city）を意味する "yeni şehir" を合わせたものである。
近代ギリシャでは、この町はナフプリオと呼ばれ、カサレヴサでナフプリオンと記される。英語では Nafplion, Navplion, Nauplia といった転記が用いられている。

## 地理

### 位置・広がり・地勢
ナフプリオの街（Ναύπλιο）は、首都アテネの南西約90km、州都トリポリの東約40kmに位置しており、西北方向に10km隔てて県内最大の都市アルゴス（人口約2万5000人）がある。
ペロポネソス半島が抱えるエーゲ海の湾の一つ・アルゴリコス湾の奥（北東部）に位置する港湾都市であり、湾に向かってまっすぐ西へ突き出した半島部の丘陵上に最も古い城塞都市・アクロナウプリア (Acronauplia) がある。半島北側のナフプリオ港は天然の良港となっており、さらに防波堤によって守られている。市街地（旧市街）のある半島部と本土側はかつては湿地帯によって隔てられていたが、1970年代から埋め立て事業が行われ、市街地はほぼ2倍に広がった。
ナフプリオンの半島の付け根の南側には標高216mの山がそびえており、17世紀終わりにこの町を支配したヴェネツィア人たちが築いたパラミディ要塞 (Palamidi) が市街を見下ろしている。また、ナフプリオの西北沖にはブルジイ島 (Bourtzi (Nafplio)) があり、中世の要塞が残っている。
- パラミディ要塞から眺めたアクロナウプリア
- 市街から見るパラミディ要塞
- パラミディ要塞から眺めたブルジイ島

自治体としてのナフプリオ市（Δήμος Ναυπλιέων）は387.8 km2の広がりを持ち、アルゴリコス湾沿岸部一帯から北東部の1000mを越える山岳部まで含む。

### 主要な都市・集落
ナフプリオ市に含まれる人口1000人以上の集落は以下の通り。
- ナフプリオ（Ναύπλιο : ナフプリオ地区） - 13.822人
- トロ（Τολό : アシニ地区） - 1.986人
- アリア（Άρια : ナフプリオン地区） - 1.981人
- ドレパノ（Δρέπανο : アシニ地区） - 1.338人
- アヤ・トリアダ（Αγία Τριάδα : ミデア地区） - 1.267人
- ネア・ティリンタ（Νέα Τίρυνθα : ネア・ティリンタ地区） - 1.251人
- アシニ（Ασίνη : アシニ地区） - 1.064人
- アイオス・アドリアノス（Άγιος Αδριανός : ネア・ティリンタ地区） - 1.020人

- トロ
- ドレパノ

## 歴史

### 古代
ナフプリオは古代アルゴスの外港であり、古くから集落が形成されていたが、現在はほとんどその跡を見ることはできない。町は歴史上たびたび要塞化が行われてきた。
古代エジプトエジプト第18王朝のアメンホテプ3世（紀元前13世紀）の墓碑にも、Nuplija として言及されている。アクロナウプリアの城壁は、前古典期（紀元前7世紀 - 紀元前5世紀）にまでさかのぼる。

### 中世

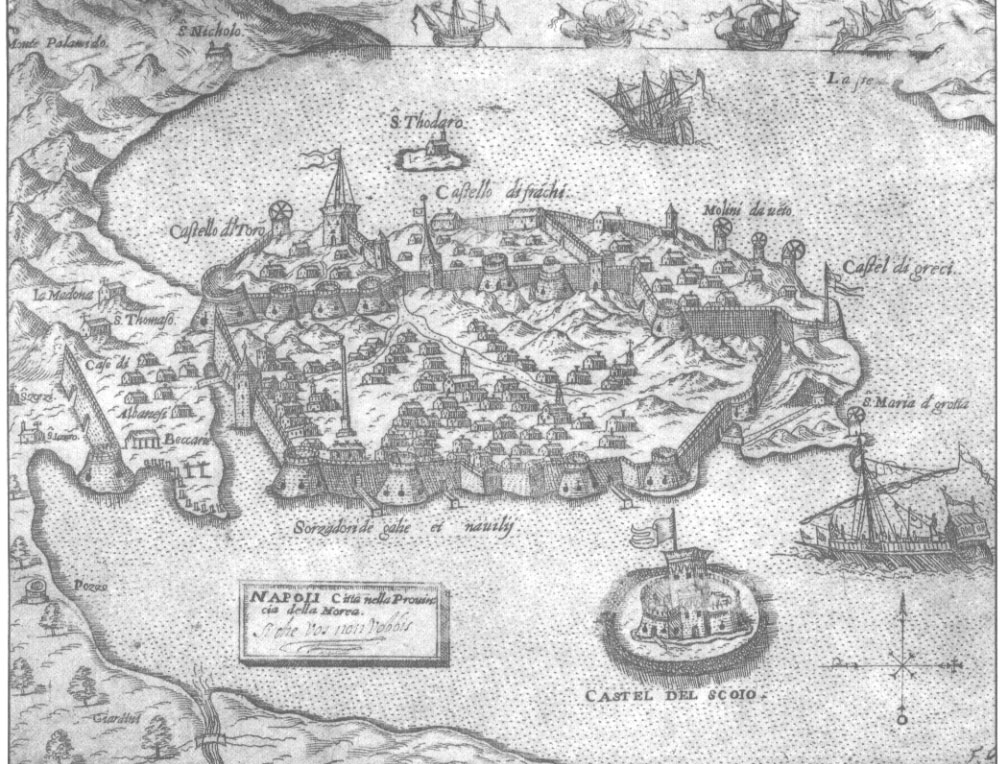
ナフプリオを描いた最古の絵図。16世紀前半のベネツィア時代を描いたもの

中世、この都市は東ローマ帝国、フランク人（十字軍国家）、ヴェネツィア共和国、そしてオスマン帝国によって要塞化された。
1212年、第4回十字軍に際してこの町はフランス人たちによって占領され、アカイア公国に組み込まれた。1388年にヴェネツィアに売却され（ヴェネツィア領モレア、「モレア王国」）、「ナポリ・ディ・ロマニア」の名でその首都とされた。続く150年間、丘の下の市街地は拡張と要塞化を受け、アクロナウプリオにも新たな防備が加えられた。15世紀後半には港の沖の小島にブルジイ砦 (Bourtzi (Nafplio)) が建設された。
1540年、この町はオスマン帝国の軍門に下って名もモラ・イェニシェヒルに改められ、この地域を管轄するサンジャクの首府となった。1685年、ヴェネツィア人たちがこの町を奪回し、旧市街の南にそびえる標高約200mの丘の北麓にパラミディ要塞 (Palamidi) を築いて都市の防衛強化を行った。パラミディ要塞は、「ヴェネツィア海上帝国」が海外に築いた最も大きな建築物である。しかし、パラミディ要塞を守るために常駐したのはわずか80人の兵士であり、この町は1715年オスマン帝国によってたやすく奪い返された。

### ギリシャ独立戦争と首都ナフプリオ

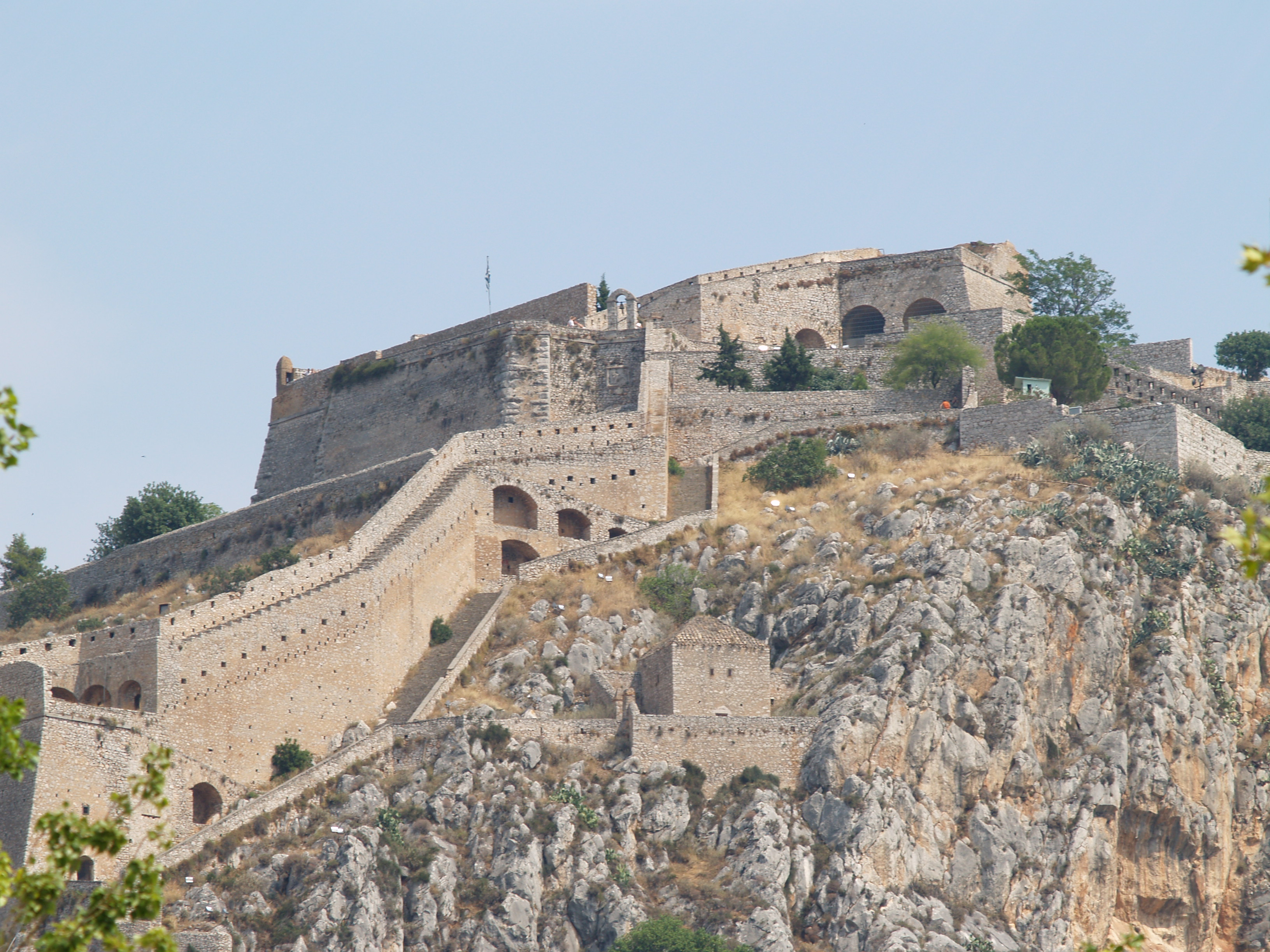
パラミディ要塞

1821年、オスマン帝国支配下のギリシャで独立戦争が始まった。ナフプリオはオスマン帝国軍の拠点であり、テオドロス・コロコトロニスらの率いるギリシャ軍と、二つの要塞に立て籠もるオスマン帝国軍が衝突した。1年以上にわたる包囲戦が繰り広げられたすえ、オスマン帝国軍は食糧が尽きたために降伏した。ナフプリオがギリシャ軍の手に帰すると、その強固な要塞ゆえに臨時政府の所在地となった。
ギリシャ共和国（ギリシャ第一共和政）の初代大統領に推戴されたイオアニス・カポディストリアスは、1828年1月7日ナフプリオに上陸し、はじめてギリシャ本土に足を踏み入れた。1829年、ナフプリオは正式にギリシャの首都と定められている（それ以前はエギナ島が独立派の中心的な拠点であった）。1831年10月9日、カポディストリアス大統領が暗殺されたのもこの町での出来事であった。カポディストリアスは、マヴロミハリス家 (Mavromichalis) の人々によって聖スピリドン教会で暗殺されたのである。
カポディストリアス死後の無政府状態は、バイエルン王国の王子オットーがギリシャ王国の国王オソン1世として1833年2月6日にナフプリオに上陸するまで続く。ナフプリオはそのままギリシャ王国の首都となったが、1834年にオソンは首都をアテネに移転した。

### 現代
1960年代からナフプリオでも観光が次第に活発化するが、周辺の地域と同様に賑わうまでにはいかなかった。 それでも、とくにドイツやスカンジナヴィア諸国から多くの観光客が訪れた。ナフプリオはギリシャの中でも晴天に恵まれ、気候も温暖であるので、アテネ住民の冬季の日帰り・週末自動車旅行の目的地ともなった。

## 産業・経済
最大の産業は観光であり、半島の両側に二つのビーチを持つ。
農産物としては、タバコや干しブドウが挙げられる。

## 行政区画

アルゴリダ県の旧自治体（1999年 - 2010年）

アルゴリダ県におけるナフプリオ市（2011年以後）

### 自治体（ディモス）
ナフプリオ市（Δήμος Ναυπλιέων）は、ペロポネソス地方アルゴリダ県に属する基礎自治体（ディモス）である。
2010年に行われた地方制度改革（カリクラティス改革）にともない、2011年1月1日付で旧ナフプリオ市を含め4自治体が合併し、新たな自治体としてナフプリオ市が発足した。旧自治体は新自治体を構成する行政区（ディモティキ・エノティタ）として位置づけられた。
下表の番号は、右に掲げた「旧自治体」地図の番号に相当する。下表の「旧自治体名」欄は、無印がディモス（市）、※印がキノティタ（村）の名を示す。
|    | 旧自治体         | 綴り        | 政庁所在地     | 面積 Km² | 人口   |
| -- | ---------------- | ----------- | -------------- | -------- | ------ |
| 1  | ナフプリオ       | Ναύπλιο     | ナフプリオ     | -        | 13,822 |
| 3  | アシニ           | Ασίνη       | ドレパニ (el)  | -        | 6,117  |
| 11 | ミデア           | Μιδέα       | アヤ・トリアダ | -        | 6,724  |
| 14 | ネア・ティリンタ | Νέα Τίρυνθα | ティリンタ     | -        | 3,680  |

## 交通

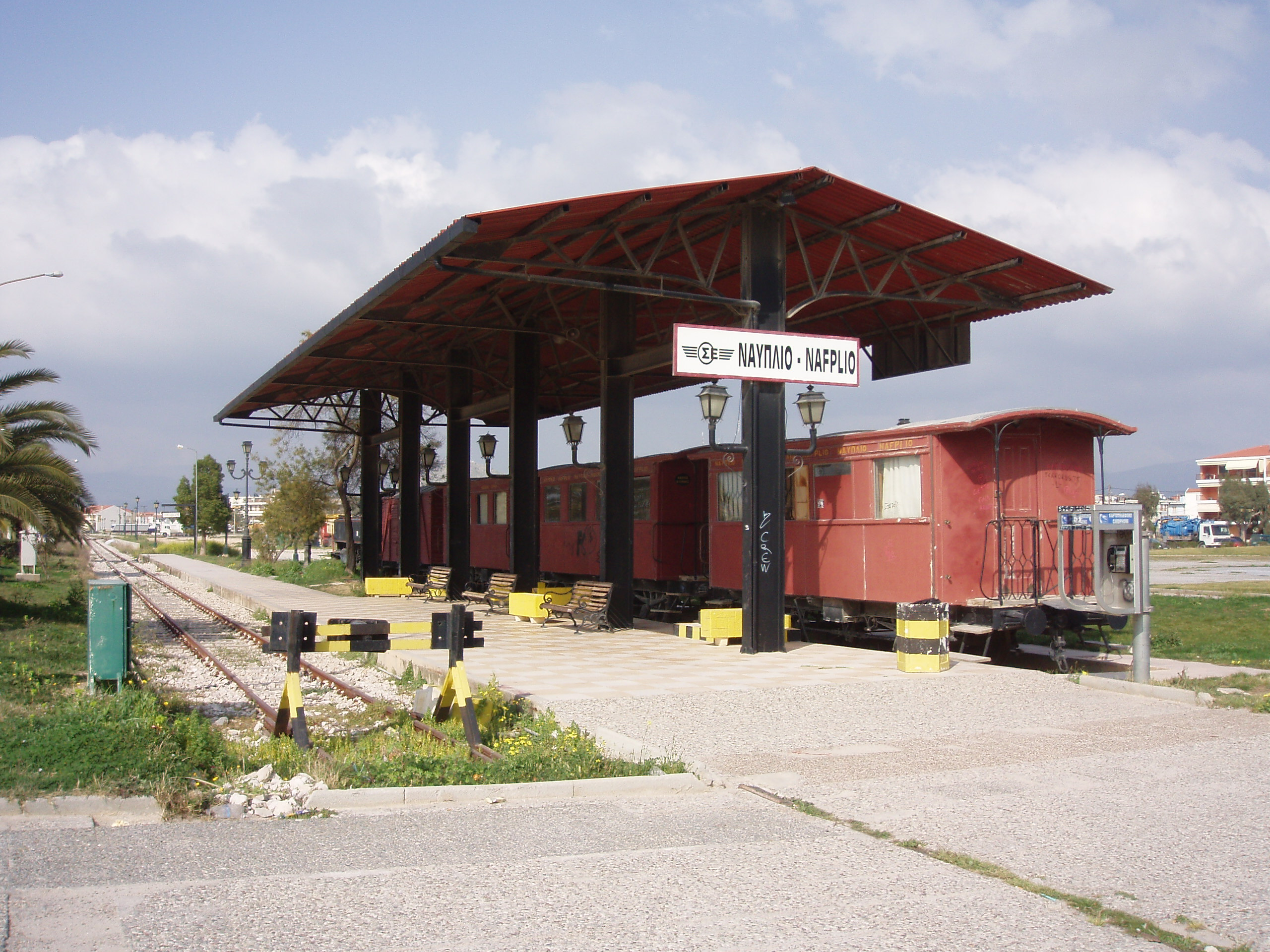
ナフプリオ駅

### 鉄道
ギリシャ国鉄（OSE）
- ペロポネソス狭軌鉄道網 : メーターゲージ
  - ナフプリオ駅

コリントスとカラマタを結ぶ路線の支線がアルゴスから出ており、ナフプリオの港近くに終端駅がある。

### 道路
自動車道路
- GR-70  (en)  : 〔アルゴス〕 - ナフプリオ - 〔リグリオ - コリントス〕[2]

アテネとの間は頻繁なバスによって結ばれている。

### 港湾
ナフプリオンの港は、漁業・物流の拠点である。

## 文化・観光
ナフプリオンにあるギリシャ国立銀行の建物は、ミケーネ復興様式で建設された珍しい建造物である。